# 庫文根山
庫文根山是南極洲的山峰，位於東部南極洲的毛德皇后地，處於基爾萬海崖西南端西南面，挪威製圖師根據探險隊把該山峰繪入地圖，現時受南極條約體系管理。
73°50′S 5°9′W / 73.833°S 5.150°W